# Plesiopelma imperatrix
Plesiopelma imperatrix är en spindelart som beskrevs av Salvador de Toledo Piza Júnior 1976. Plesiopelma imperatrix ingår i släktet Plesiopelma och familjen fågelspindlar. Inga underarter finns listade i Catalogue of Life.